# August Stramm
August Stramm (Münster, 29 luglio 1874 – Grodec, 1º settembre 1915) è stato un poeta e drammaturgo tedesco, considerato uno dei primi espressionisti.
Servì nell'esercito tedesco e rimase ucciso in azione durante la prima guerra mondiale.

## Biografia
Lavorò nel Ministero delle Poste tedesco come apprendista, e, dopo aver compiuto il servizio militare nel 1896-1897, viaggiò più volte negli Stati Uniti prima di stabilirsi a Berlino. Nel 1912-1913 scrisse due drammi: Die Haidebraut (La sposa della brughiera) e Sancta Susanna. Quest'ultimo lavoro, musicato da Paul Hindemith, si caratterizza per una tematica del tutto particolare: l'esasperata tendenza al misticismo che si trasforma improvvisamente nel suo contrario.
La sua carriera come poeta iniziò tardi, tra le sue influenze compaiono in modo decisivo Kandinsky e Marinetti, l'influenza dell'ambiente futurista italiano è evidente sebbene non accetti le idee politiche di questa corrente. Nel suo stile la parola è simbolo di qualcosa di interiore, di un sentimento.
Stramm, riservista dell'esercito tedesco, aveva raggiunto il grado di capitano, e fu richiamato in servizio allo scoppio della guerra nell'agosto del 1914. Nel gennaio del 1915, Stramm guadagnò la croce di ferro di seconda classe per il suo servizio in Francia; nello stesso anno fu inviato sul fronte orientale, dove servì come comandante di compagnia, prese parte in maggio alla battaglia di Gorlice, per poi essere promosso comandante di battaglione. Fu ucciso in un combattimento corpo a corpo nei pressi di Grodec, nella Galizia orientale (oggi Ucraina).
Una raccolta delle sue poesie, intitolata Tropfblut (Sangue a gocce), fu pubblicata dopo la sua morte, nel 1919.